# Championnat du monde féminin de curling 1987
Navigation
Édition précédente Édition suivante
Le Championnat du monde féminin de curling 1987, neuvième édition des championnats du monde de curling, a eu lieu du 22 au 28 mars 1987 à Chicago, aux États-Unis. Il est remporté par le Canada.